# Ramón Villeda Morales
Pour les articles homonymes, voir Ramón Villeda Morales (homonymie).
Ramón Villeda Morales, né le 26 novembre 1908 à Ocotepeque et mort le 8 octobre 1971 à New York, est un homme d'État hondurien. Il est président de la République du 21 décembre 1957 au 3 octobre 1963. 
 
Desservant San Pedro Sula, l'aéroport international Ramón-Villeda-Morales est nommé ainsi en son honneur. 

## Biographie
Ancien ambassadeur à Washington, il est très apprécié par l’administration Kennedy, qui lui apporte une aide économique. Durant son mandat, il livre une guerre implacable au « communisme ».
Une fraction de l'oligarchie hondurienne s'oppose à lui après l'application d'une première ébauche de réforme agraire. Le 3 octobre 1963, deux escadrons d'avions de chasse survolent le palais présidentiel tandis qu'un message lui parvient, exigeant sa démission. La Garde civile est neutralisée au prix de plusieurs dizaines de morts. À la radio, le commandant en chef des forces armées Oswaldo Lopez Arellano annonce : « En réponse à la croissante clameur et à l'inquiétude du peuple, les patriotiques forces armées sont intervenues pour en terminer avec les viols flagrants de la Constitution, l'anarchie, et pour empêcher la fraude qui se prépare pour l'élection présidentielle ». Ramón Villeda Morales quitte aussitôt le pays pour les États-Unis.